# Cumopsis elongata
Cumopsis elongata är en kräftdjursart som beskrevs av Jones 1956. Cumopsis elongata ingår i släktet Cumopsis och familjen Bodotriidae. Inga underarter finns listade i Catalogue of Life.